# 토요타 에스티마
토요타 에스티마(Toyota Estima)는 토요타 자동차의 미니밴이다.

## 1세대

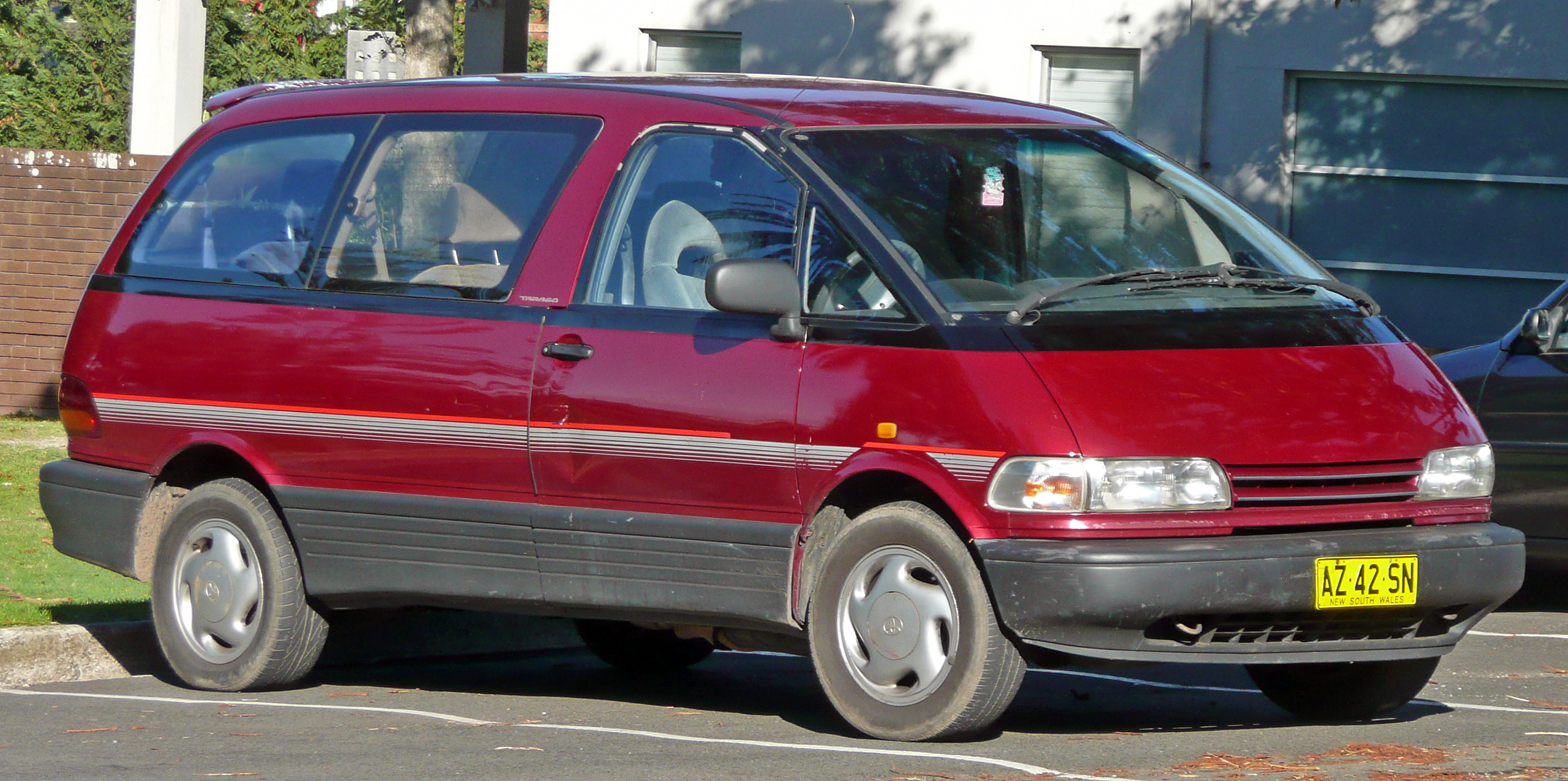
토요타 에스티마(전기형) 정측면

1989년에 개최된 도쿄 모터쇼에 프레비아라는 차명으로 참고 출품되었고, 그로부터 반 년 후인 1990년 5월 12일에 출시되었다. 달걀을 연상시키는 미래지향적인 디자인이 눈길을 끌었고, 당시 광고의 캐치프레이즈 역시 천재 달걀을 사용하였다. 당초의 개발 컨셉트는 당시 토요타 자동차가 개발 중인 2 스트로크 S2 엔진을 탑재한 새로운 시대의 미니밴으로, 이에 따라 엔진 룸을 간결하게 할 예정이었다. 그러나 배기 가스 대책이 해결되지 않았고, 결국 엔진 개발에 실패하자 급하게 하이에이스의 것을 공용하여 일반적인 직렬 4기통 2.4L 가솔린 엔진(2TZ-FE)을 75° 눕혀 탑재하는 것으로 개발이 진행될 수 있었다. 전륜이 운전석보다 앞에 배치되어 세계에서 유례가 없는 언더 플로어형 미드 십 후륜구동으로 설계되었고, 미드 십은 곧 2인승이자 실용성이 떨어진다는 상식을 뒤집었다. 상용 그레이드 없이 승용 그레이드만 운영되며, 전륜 맥퍼슨 스트럿 식 서스펜션과 후륜 더블 위시본 식 서스펜션이 적용되었다. 출시 당시의 트림은 7인승 1개에 후륜구동과 4륜구동으로 나뉘었다. 파격적인 디자인과 레이아웃이 돋보였으나, 가격이 고가인데다 좁은 도로 위주의 일본에서는 전폭 1,700mm 미만의 5 넘버 차종으로 설계된 캡 오버 타입의 미니밴이 주류인 상황에서 에스티마는 차체 크기가 크다는 핸디캡을 지녔다. 북아메리카에서는 엔진 성능이 약하다는 평가가, 유럽에서는 가격이 고가라는 평가가 있어 큰 인기를 얻지는 못하였다. 1992년 1월에는 에스티마의 전폭을 1,700mm 미만으로 줄여 5 넘버 차종으로 분류됨과 동시에 디자인이 소폭 변경된 에스티마 에미나(토요타 딜러)와 에스티마 루미나(코롤라 딜러)가 출시되었다. 1993년 2월에는 8인승에 후륜 4 링크 식 서스펜션이 적용된 X 트림이 추가되었고, 1994년 8월에는 성능 부족 해소를 위하여 직렬 4기통 2.4L 가솔린 슈퍼 차저 엔진(2TZ-FZE)이 추가되었다. 1996년 8월에는 그때까지의 2개 트림에서 G, V, X 등 3가지 트림으로 재편되었다. 1998년 1월에 페이스 리프트를 거침과 동시에 에어로 파츠가 장착된 아에라스 트림이 추가되었고, 모든 트림에 직렬 4기통 2.4L 가솔린 슈퍼 차저 엔진(2TZ-FZE)이 기본 적용되었다. 그러나 1994년 10월에 출시되어 큰 인기를 얻은 혼다 오딧세이로 인하여 낮아진 판매량이 회복되지는 않았다.

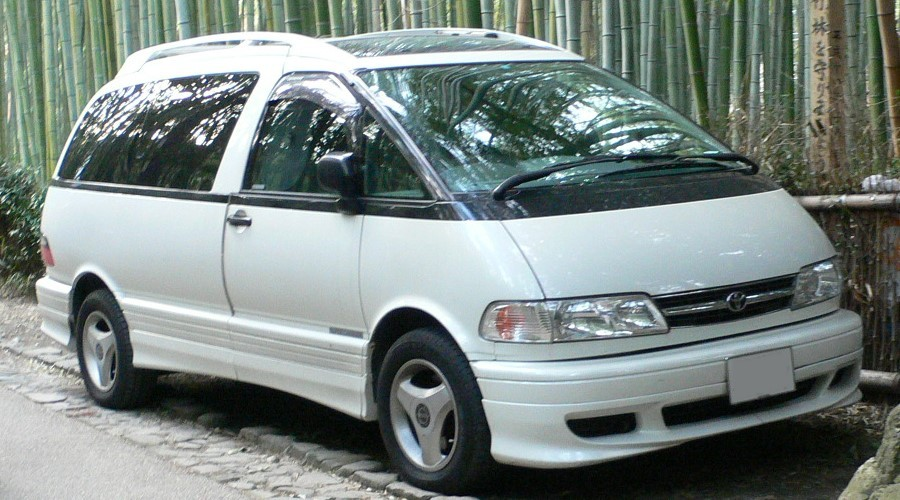
토요타 에스티마(후기형) 정측면

## 2세대

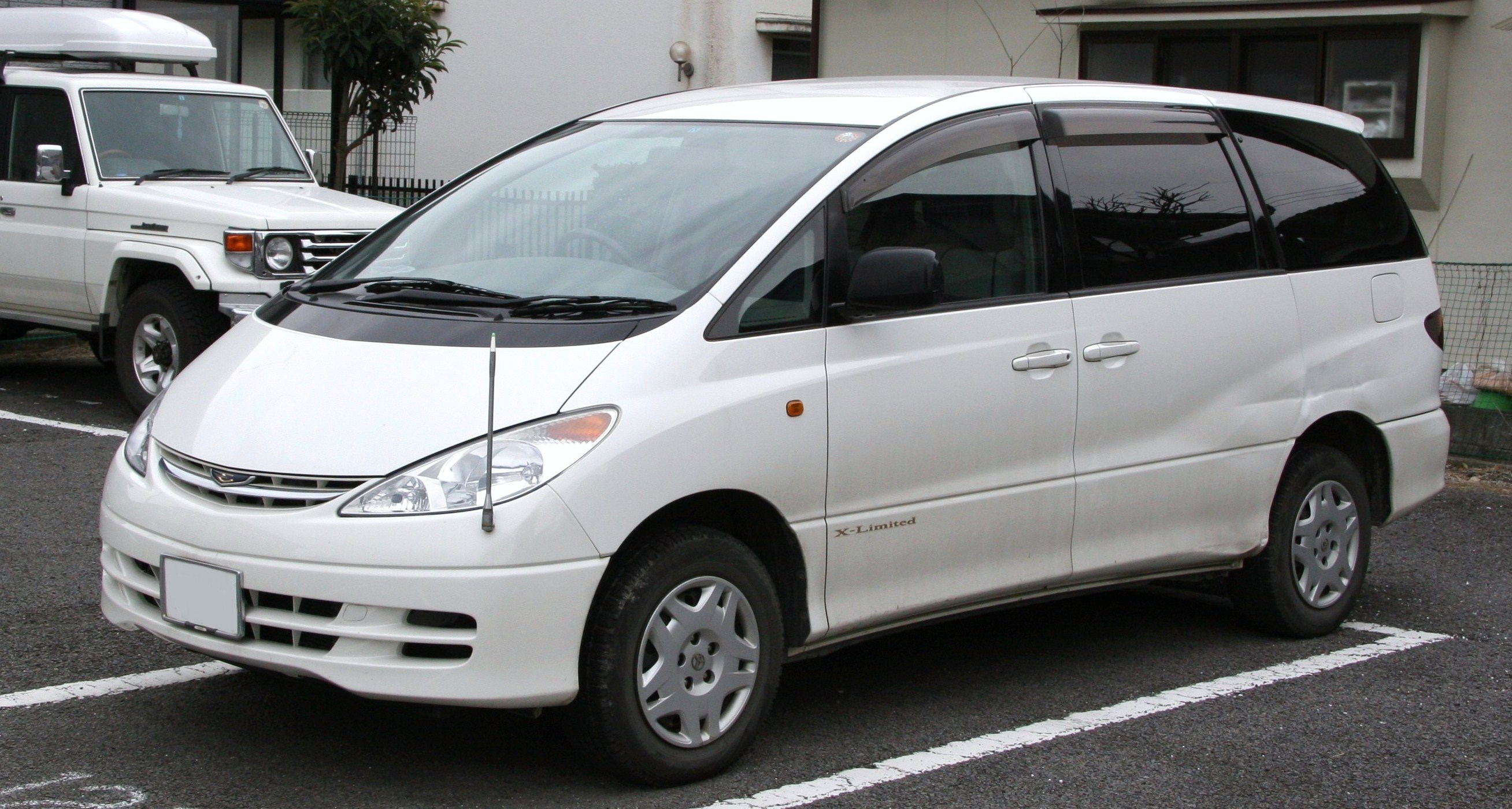
토요타 에스티마(전기형) 정측면

2000년 1월 6일에 출시되었다. 2세대부터는 북아메리카에 출시되지 않는 대신에 이미 1997년에 출시된 북미 전용 모델 시에나가 그 빈 자리를 채우고 있었다. 또한 전폭 1,700mm 미만의 5 넘버 차종인 에스티마 에미나(토요타 딜러)와 에스티마 루미나(코롤라 딜러)는 통합되었다. 1세대의 디자인이 계승되면서도 날렵한 승용차의 이미지가 강해졌다. 레이아웃은 전륜구동으로 바뀌었는데, 엔진의 대형화가 가능해짐에 따라 V형 6기통 3.0L 가솔린 엔진(1MZ-FE)가 먼저 적용되었고, 2개월 후에는 직렬 4기통 2.4L 가솔린 엔진(2AZ-FE)이 더해졌다. 2001년 6월에는 직렬 4기통 2.4L 가솔린 엔진(2AZ-FXE)에 전기 모터가 결합된 하이브리드 사양이 추가되었다. 1세대가 지녔던 문제점을 크게 개선한 결과 2000년 신차 판매량 3위(경자동차 제외)를 기록하여 1세대의 설욕을 씻었고, 3세대가 출시된 후에도 중고차 시장에서 인기를 얻었다. 토요타 딜러에서는 에스티마 T, 코롤라 딜러에서는 에스티마 L로 판매되었다. 차이점은 엠블럼의 색상 정도이다.

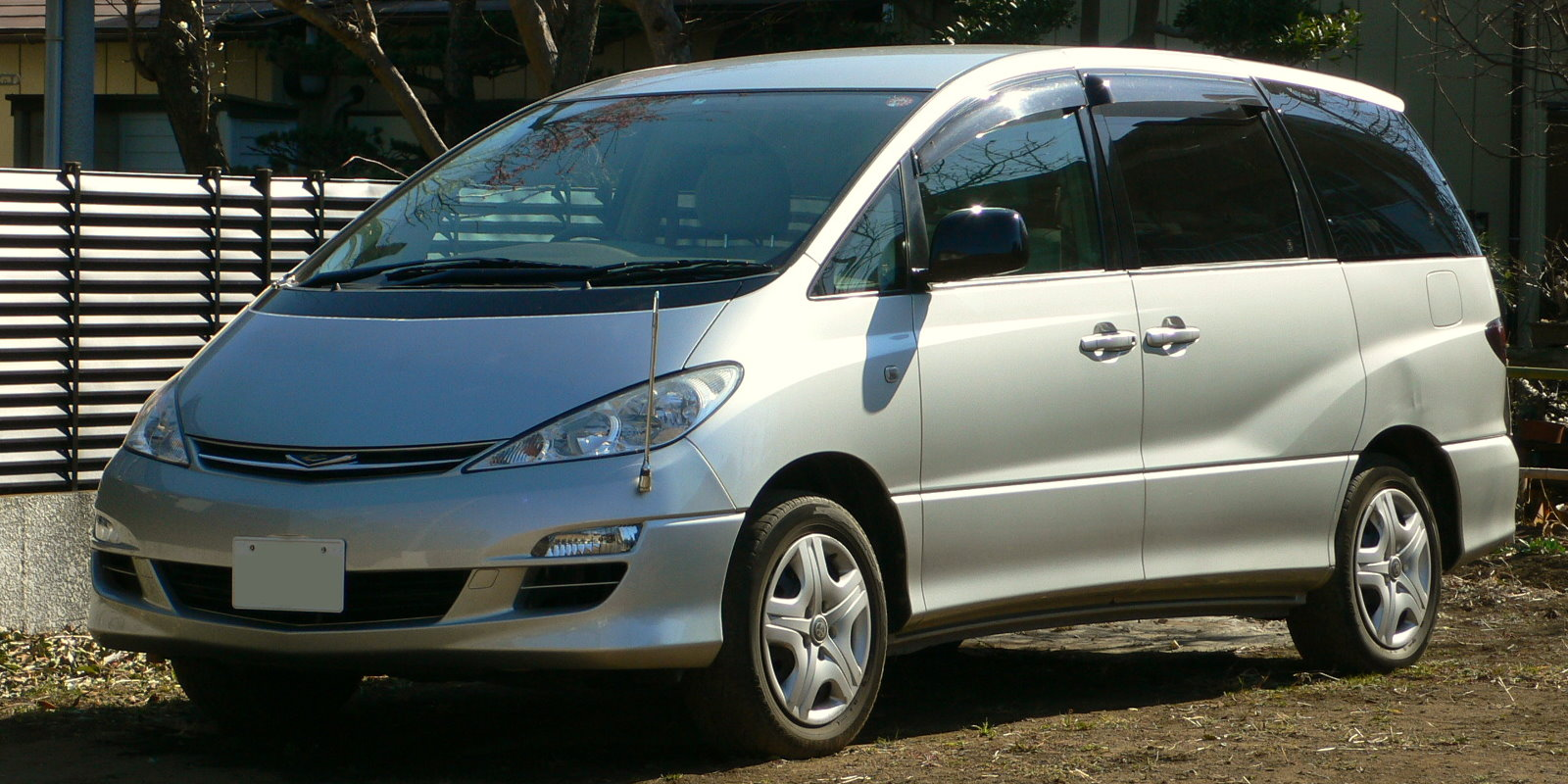
토요타 에스티마(후기형) 정측면

## 3세대

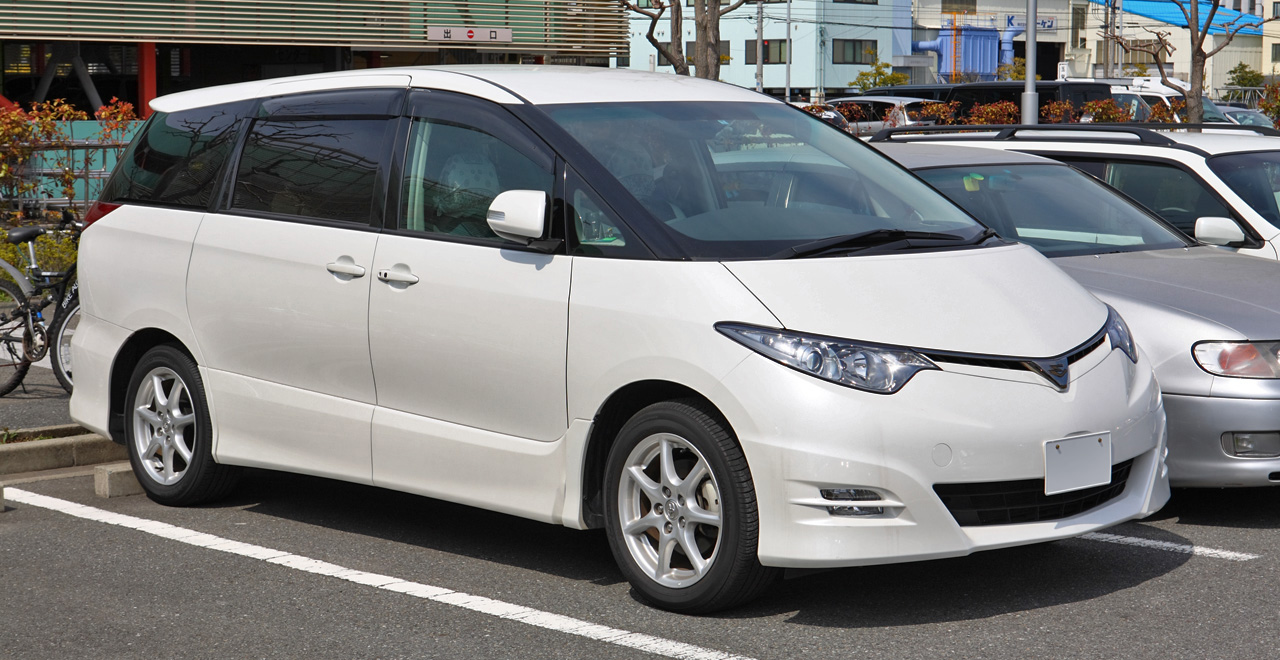
토요타 에스티마(전기형) 정측면

2006년 1월 16일에 출시되었다. 3세대부터는 유럽에서의 판매가 중단되었다. 2세대가 판매되는 딜러에 따른 차명의 구분을 가진 것과 달리, 3세대는 에스티마로 통일되었다. 2세대의 디자인이 계승되었고, 블랙 A 필러를 통하여 지붕이 떠있는 이미지를 추구하였다. 인테리어의 계기판 역시 가운데에 위치한 2세대의 것이 계승되었으나, 대시보드는 직선 위주로 마무리되었다. 자동변속기 역시 운전대 옆에 위치한 칼럼 시프트 타입에서 센터 페시아 밑 부분으로 자리를 옮겼다. 3열 시트는 바닥에 수납할 수 있도록 설계되었고, 7인승은 3열 시트를 바닥에 수납한 후에 2열 시트를 끝까지 당겨 넓은 레그 룸을 확보할 수 있는 슈퍼 릴렉스 모드를 사용할 수 있다.
2019년 10월에 알파드와 통폐합을 거치는 형태로 단종되었다.

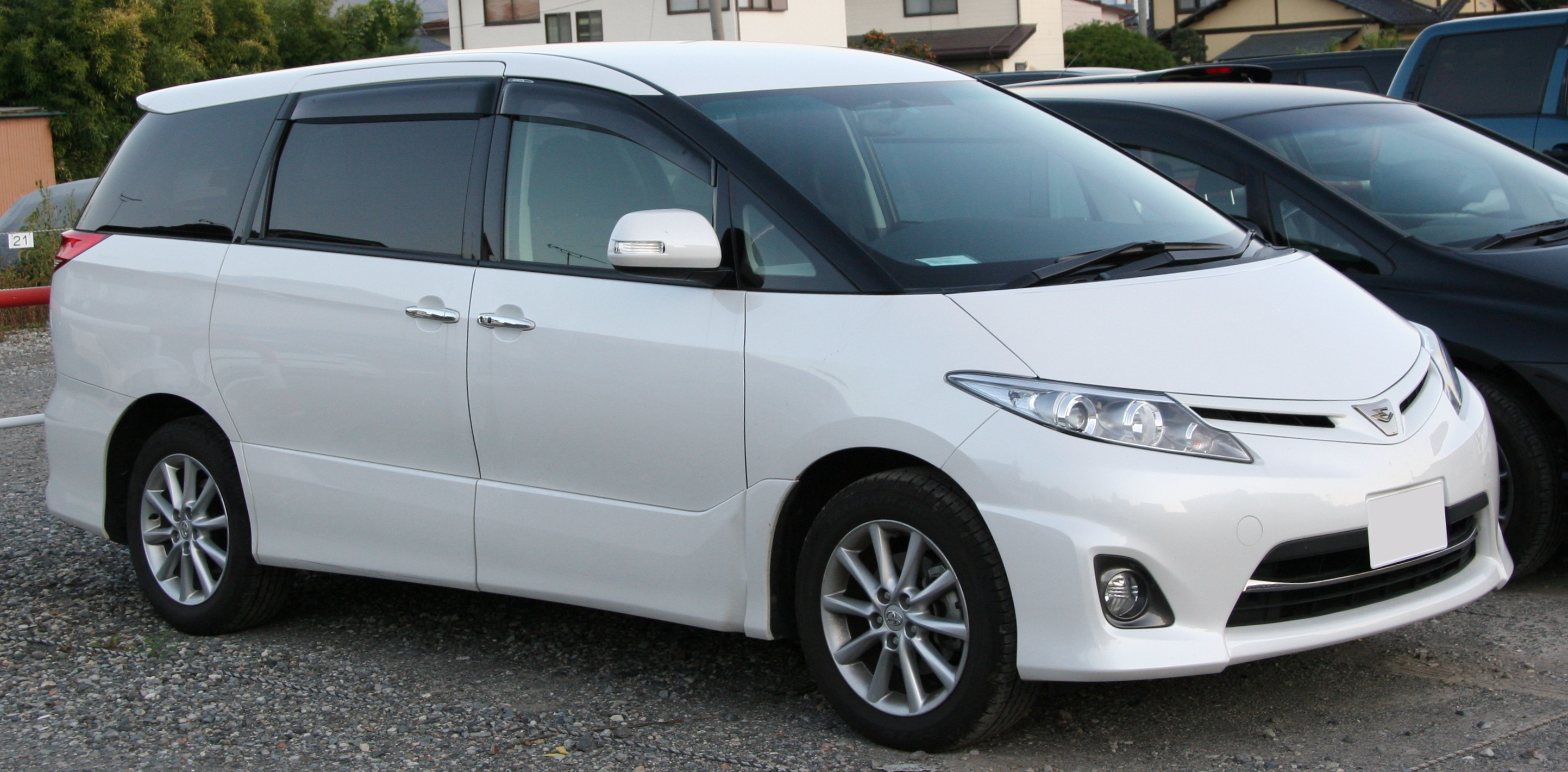
토요타 에스티마(중기형) 정측면
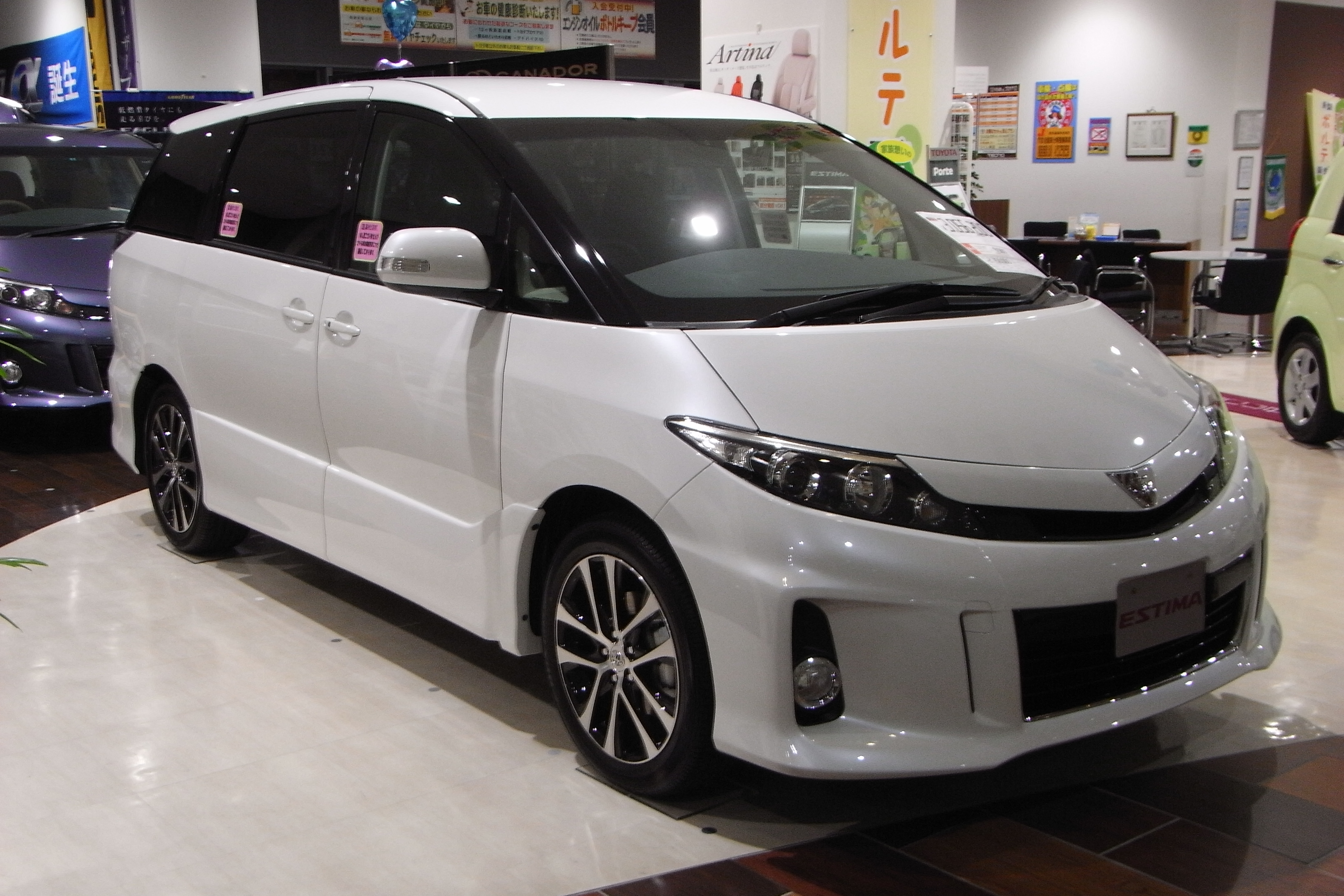
토요타 에스티마(후기형) 정측면
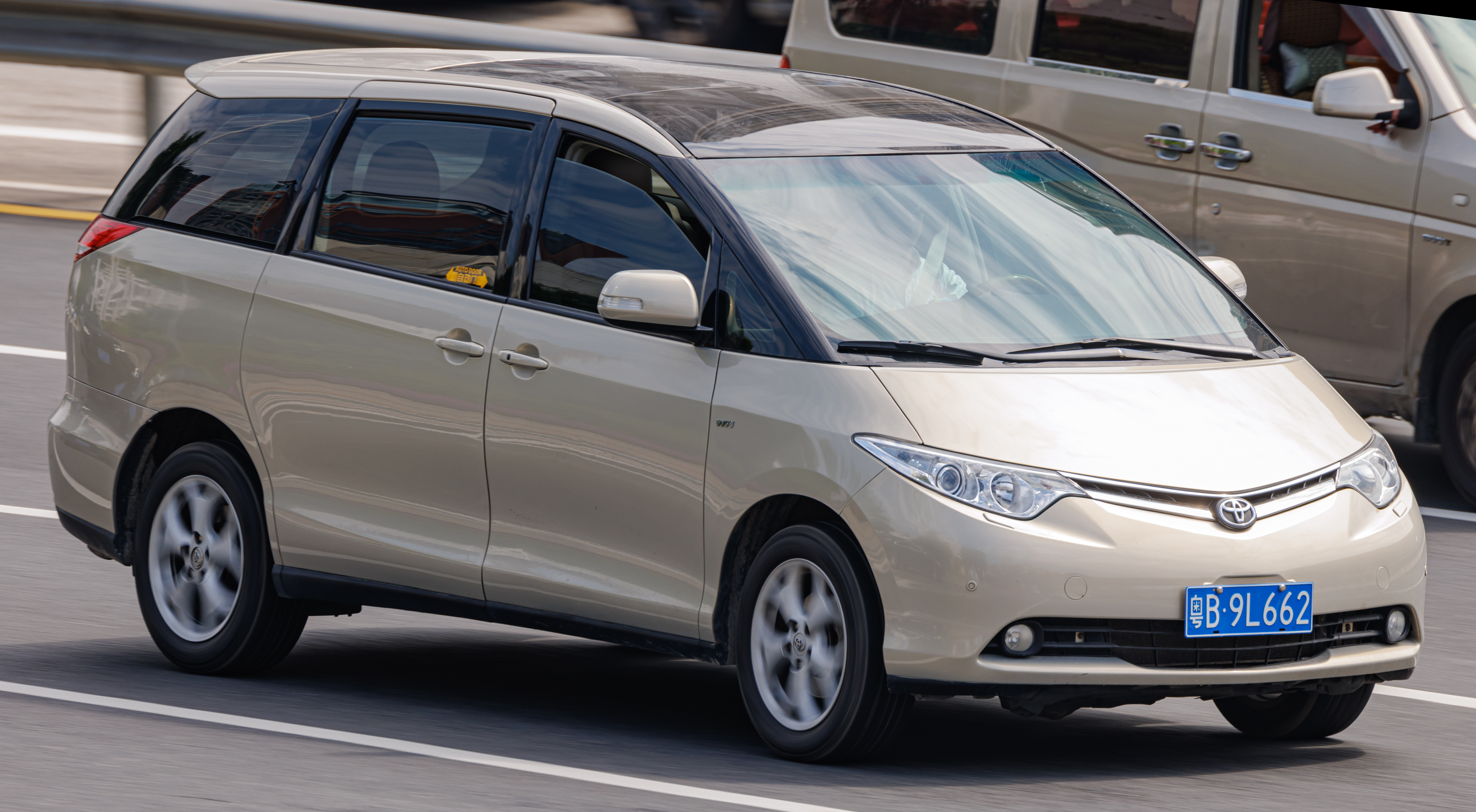
도요타 에스티마 수출 사양 프리비아(2006년 중국 사양)
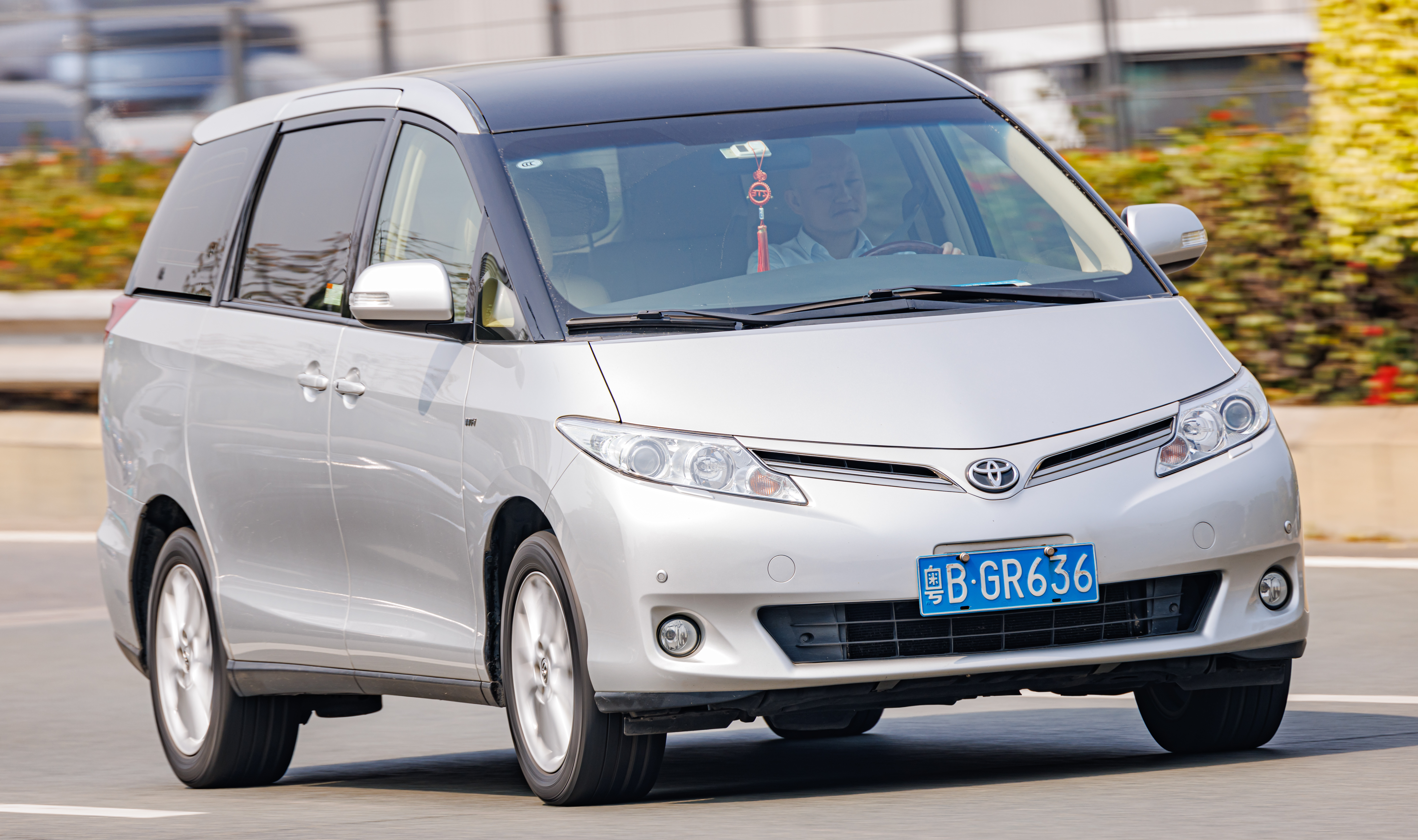
도요타 에스티마 수출 사양 프리비아(2012년 중국 사양 개량형)